# CarGoTram
CarGoTram — колишній вантажний трамвай у Дрездені, Німеччина. 
Постачав на «Скляну мануфактуру» Volkswagen деталі для складання автомобілів.

## Історія
Ідея будівництва «скляної мануфактури» для виробництва автомобілів Volkswagen у Дрездені виникла в 1997 році. 
3 березня 2000 року Dresdner Verkehrsbetriebe AG (DVB AG, Dresden Public Transport Co.) та «Volkswagen Automobil-Manufaktur Dresden GmbH» підписали контракт з будівництва CarGoTram. 
Автомобільні частини мали транспортуватися трамваєм з логістичного центру у Дрезден-Фрідріхштадт на новий завод, використовуючи інфраструктуру, що зазвичай використовується для пасажирських трамваїв. 
Маршрут довжиною 4 км від логістичного центру до фабрики пролягав прямо через центральну частину Дрездена; використання вантажівок спричинило б збільшення трафіку у місті.
Два CarGoTram були побудовані компанією Schalker Eisenhütte Maschinenfabrik у Гельзенкірхені, вартістю 6,5 мільйонів німецьких марок кожен.
Вантажний трамвай був офіційно представлений у Дрездені 16 листопада 2000 року, а перший випробувальний запуск відбувся 3 січня 2001 року.
Виробництво VW Phaeton у Дрездені завершилося в березні 2016 року. Сервіс відновлено для виробництва VW e-Golf у березні 2017 року 

Після того, як у середині 2020 року з’явилися перші чутки про те, що CarGoTram незабаром буде виведено з експлуатації, Volkswagen нарешті оголосив 19 жовтня 2020 року, що він залишиться в експлуатації до кінця грудня 2020 року. 
Причиною цього стане припинення виробництва VW. e-Golf і запровадження нової концепції логістики для початку виробництва VW ID.3. 

Останній рейс було заплановано на 23 грудня 2020 року.
10 грудня 2020 року, приблизно за два тижні до останнього запланованого дня експлуатації, фургон врізався в один із CarGoTram. 
Трамвай повертав праворуч до в’їзду на Скляну мануфактуру, оскільки автомобіль, ймовірно, проїхав на червоний сигнал світлофора і зіткнувся з трамваєм. 
Обидва транспортні засоби були пошкоджені. 
Оскільки інший CarGoTram також не працював у той час, ця аварія врешті-решт стала кінцем експлуатації CarGoTram.

## Маршрут
CarGoTram курсував щогодини. 
При необхідності він міг курсувати що 40 хвилин. 
Було використано кілька різних маршрутів. 
Основний маршрут був від логістичного центру у Фрідріхштадті через Постплац і Грюнаерштрассе до Штрасбургер-Плац і, нарешті, до фабрики. Якщо був інтенсивний рух, трамвай міг також їхати через головну станцію або інші маршрути.

## Технологія
CarGoTram – двонаправлений транспортний засіб, що складається з 5 секцій. 
Стандартне формування складалося з трьох вантажних одиниць і двох комбінованих вантажно-керівних одиниць. 
Керивні вагони мають меншу місткість (7 500 кг), ніж середні вагони (15 000 кг), через простір, відведений для кабіни водія. 
Загальна місткість еквівалентна трьом вантажівкам (214 м³).
Ходова частина трамвая була перероблена з Tatra T4. Кузова були новозбудовані.
Приводними були всі осі контрольної машини, а також середні вагони.